# Ingeniería del comportamiento
La ingeniería del comportamiento, en términos generales, es la aplicación práctica de conocimientos científicos para la elaboración, perfeccionamiento y manejo de técnicas de establecimiento, mantenimiento o eliminación de conductas humanas. En tal sentido, se entronca con la psicología conductista y con los hallazgos y principios del análisis experimental del comportamiento.
El amplio rango de procedimientos tecnológicos agrupados bajo la denominación de ingeniería de la conducta puede dividirse en dos tipos genéricos cuyas relaciones se sintetizan en la composición de la secuencia de tres términos: 
a) Tecnología del control por el estímulo (estimulación discriminativa) y 
b) Tecnología de administración de contingencias (actuación - hecho reforzante).
Igualmente, las combinaciones de ambos tipos y la naturaleza de los valores asumidos para dar cuenta de la secuencia, originan líneas novedosas para el planteamiento de los problemas y las soluciones. A esas líneas se les podría llamar: c) tecnologías mixtas y tecnologías heterodoxas, según su grado de acercamiento o lejanía del tronco primitivo.
Cabe manifestar que a la tecnología de tipo (a) corresponde el desarrollo primario de la terapia conductual, a la de tipo (b) el desarrollo de la modificación de conducta o análisis conductual aplicado y a la de tipo (c) el desarrollo de las terapias de aprendizaje social, conductual-cognitiva y cognitiva-conductual.

## Tecnología del control por el estímulo
Se define el control por el estímulo como el grado en que el valor o magnitud de un evento antecedente determina la probabilidad de ocurrencia de una respuesta condicionada. Esta definición de laboratorio es variada en función a las preocupaciones aplicadas sustituyendo "valor o magnitud" por "presencia o ausencia" del estímulo, en una relación de probabilidad dicotómica.
Como lo involucrado en esta tecnología es la organización de los estímulos a los que responde un individuo, se prefiere utilizar el epíteto de "control de las relaciones estímulo-respuesta", haciendo hincapié en que los elementos de la ecuación conductual subyacentes a tal enfoque son los de E-O-R y su sustento experimental el paradigma pavloviano.

### La Terapia Conductista
Habiendo esta corriente tomado inspiración de Clark L. Hull e Iván Pávlov, sus contribuciones conforman la representación por excelencia de la terapia conductista clásica, que, desde la órbita de sus autores (Eysenck y Wolpe), incluye además de la extinción y recompensa, las prácticas del contra-condicionamiento para tratar neurosis ansiógenas, la terapia asertiva para mejorar aspectos de personalidad y la terapia aversiva para desviaciones sexuales, vicios, etc.

## Tecnología de administración de contingencias
Lo definitorio en este tipo de tecnología es la medida en la cual la presencia o ausencia de un evento consecuente aumenta o disminuye la probabilidad de ocurrencia de una respuesta. Su paradigma de sostén es el condicionamiento operante, elaborado por B. F. Skinner sobre la Ley del efecto de Thorndike, partiendo de la especificación de una relación contingencial entre la respuesta y su consecuencia (R-K-C) en un determinado arreglo temporal. 
Los primeros estudios experimentales relativos a trastornos de la conducta señalan un fenómeno llamado supresión condicionada, ocasionado por procedimientos en los cuales un estímulo inicialmente neutro adquiere propiedades aversivas incidentes en la interrupción de la respuesta instrumental; fundamentando la adquisición operante de la ansiedad y de la evitación. También destacan investigaciones sobre masoquismo, agresión, delusión verbal y otras patologías. 
El enfoque operante tiene corolarios más amplios que los extraídos del paradigma respondiente, porque la administración de contingencias, al tomar también principios experimentales de este último, abarca tanto los estímulos antecedentes como los consecuentes. Así, su modelo tecnológico se aplica tanto a la clínica como a la educación.

### La modificación de conducta
En el modelo operante los tecnólogos de la conducta programan y ejecutan, mediante la utilización de refuerzos apropiados, formas de moldear el comportamiento terminal deseado y debilitar las respuestas no deseables. La introducción del método de economía de fichas como un sistema de reforzamiento basado en el uso de objetos cambiables que se dan al individuo de manera contingente a dichas respuestas, es el hito más sistemáticamente elaborado dentro de la modificación de conducta, así como la tecnología instruccional (planeamiento programado de objetivos pedagógicos y su cumplimiento en etapas) lo ha sido en el análisis conductual aplicado, con mayor énfasis en la educación. Aparte de ello, prácticamente no existe campo alguno donde no se desplieguen procedimientos operantes de cambio conductual. Sus recursos principales son técnicas derivadas del reforzamiento, la extinción y el castigo.
La renovación de este enfoque viene con el contextualismo que supone fundamental el papel del lenguaje en la estructuración de reglas que rigen la conducta operante. Ergo, las contingencias se consideran conformadas por un contexto social verbal, a partir de allí, se postulan los procedimientos como una alternativa contextual operante al uso de técnicas con fundamento cognitivista y constructivista.

## Tecnologías mixtas y heterodoxas
En rigor, es un hecho que la práctica combinada de las tecnologías conductuales, a veces con el añadido explícito de variables "sobresignificativas" (constructos, es lo más frecuente. Para efectos de mejor comprensión, se divide este tercer grupo en tecnologías mixtas (que hacen prevalecer mezclas de procedimientos operantes y respondientes) y heterodoxas (que además de ello incluyen conceptos mentalistas). Estas líneas se han englobado indistintamente con los epítetos de "modificación de conducta", o "terapia de la conducta"; en ocasiones con el adjetivo de "cognitivas".

### Tecnologías mixtas
Los experimentos desarrollados en el marco general del contracondicionamiento distan mucho de ser "puros". Entre los modelos que fundamentan procesos terapéuticos semejantes, destacan el de "conflicto" de Miller, el de "paradoja neurótica" de Mowrer y el de "inhibición recíproca" de Wolpe, cuyo denominador común es el interés por los problemas de ansiedad neurótica. 
Los dos primeros modelos acogen explícitamente el argumento de la pulsión como energía sobrante de diverso cuño, cuya reducción poseería propiedades reforzantes para el individuo. Su estrategia, pues, consiste en reducir dicha energía mediante técnicas de: a) escape de la situación aversiva o molesta, b) recompensa de respuestas alternativas, y c) castigo de la conducta mal adaptada.
El modelo de inhibición recíproca es más complejo y, aunque se basa en hipótesis neurales discutibles, muestra una efectividad relacionada con la provocación de respuestas antagónicas (por ejemplo la relajación), que inhiben la aparición de la ansiedad.

### Tecnologías heterodoxas
Este grupo de tecnologías se bifurca en dos líneas: una proveniente del aprendizaje social y otra más disímil por lo ecléctica, que suele abarcarse con el nombre de variantes conductual-cognitivas y cognitivo-conductuales. 
a) La teoría e investigación del aprendizaje social se llevó a cabo desde los años cuarenta, por los modelos de "reducción de la pulsión" (Miller, Dollard, Mowrer); del "refuerzo positivo" (Skinner) y de la "expectancia" (Rotter). En todos ellos, el papel de la recompensa a las respuestas de imitación del modelo observado parece ser el factor crucial. 
Rotter afirma que hay un locus (centro) de control interno (cuando el individuo decide su acción) y otro de control externo (cuando las circunstancias lo obligan a ejecutar una conducta). La predominancia de alguno de ellos determina las características de su personalidad. Además incide en que la tendencia a ejecutar un determinado tipo de conducta es, parcialmente, función de la expectancia del individuo por consecuencias gratificantes.
Bandura y Walters destacan que puede haber aprendizaje por observación sin necesidad de refuerzo directo, planteado como hipótesis que el refuerzo al modelo (vicario) es el proceso principal, lo cual lleva a postular variables mediadoras alternas a la expectancia (memoria, percepción, etc.) entre las operaciones de aprendizaje y la ejecución física de la conducta del sujeto que observa.
El enfoque de aprendizaje social tiene que ver, pues, con el desarrollo de nuevos repertorios (actitudes y habilidades) a través de la exposición de un individuo ante el comportamiento de otros, y fue propuesto para "superar" las insuficiencias de la extrapolación E-R de laboratorio con animales a la conducta humana, señalándose que la autoverbalización, el pensamiento y demás procesos simbólicos modifican la asimilación "pasiva" de patrones de respuesta. Sus aplicaciones incluyen tratamientos por modelado de comportamientos positivos (refuerzo vicario, ensayo conductual), o de reducción del temor (extinción respondiente vicaria) ante estímulos aversivos. Este enfoque ha sido renovado recientemente por Bandura, quien, aparte de bautizarlo como sociocognitivo, ha introducido conceptos de "reciprocidad triádica" o "determinismo recíproco" entre acción, cognición y factores ambientales. 
b) Las aproximaciones conductual-cognitivas y cognitivo-conductuales oscilan entre el seguimiento más o menos consecuente de los principios operantes y respondientes de orden encubierto, pasando por las alternativas que vinculan de alguna manera sus constructos mediacionales con una metodología de base empírica, y aquellas que utilizan libremente tales constructos (en algunos casos de procesamiento de información), pero en el marco de una instigación sistemática; hasta los eclécticos que combinan todo lo anterior con técnicas introspectivas; incluyendo en casos ayuda farmacológica. Un ingrediente saltante de estas formulaciones es el énfasis en el logro del autocontrol de conductas verbales o afectivas en el individuo, mediante un entrenamiento o instigación de su capacidad.
La variante del condicionamiento encubierto consiste en aparear sistemáticamente estímulos reales como imaginativos a fin de fortalecer o debilitar respuestas, según las necesidades terapéuticas. Parecido es el modelo de entrenamiento autoinstruccional, que privilegia el discurso interno como autoguía para mejorar la interacción individual.
Otros manejan enfoques de "reestructuración cognitiva", consistentes en eliminar las ideas irracionales evaluando su lógica errónea y sustituyéndola por otra mejor. Algunos prefieren una terapia multimodal "personalista" que adapte la técnica al caso específico sin importar si su sustento básico es conductual o no. Y finalmente, otros acuden al clásico modelo psiquiátrico añadiéndole controles más rigurosos.
Las tecnologías mixtas y heterodoxas constituyen indudablemente la faz actual y más difundida de la ingeniería conductista en el área clínica, su avance es vertiginoso. A tal punto se manifiesta esa celeridad que hay varios recambios en la conceptualización de las variantes más heterodoxas, como lo muestra la conversión de destacados terapeutas cognitivo-conductuales en adeptos al constructivismo, declarando como "asociacionistas" a las aproximaciones anteriores y acercándose todavía más al mentalismo. Otros declarados constructivistas, a pesar de su cercanía con el enfoque de Kelly (contructos personales), aún se sienten cognitivos-conductuales.

## Grupos de técnicas
Las técnicas de ingeniería del comportamiento pueden clasificarse tentativamente de la forma que sigue:
Las técnicas de "exposición al estímulo" son, en general, todas las que presentan al individuo una situación estimular real frente a la cual se le piden respuestas de adquisición, mantenimiento o reducción de conductas respondientes u operantes.
Hay también un grupo de técnicas que pueden llamarse auxiliares. Aquellas que, mediante su presentación adjunta a otras (estimulación suplementaria), facilitan conseguir respuestas deseables que normalmente no emitiría el individuo con la sola aplicación de los anteriores y posteriores grupos de procedimientos.
Las técnicas de "exposición en fantasía" pretenden lo mismo que las primeras, pero se basan en el uso de la imaginación como sustitución de las estimulaciones reales. 
Las técnicas de "autorregulación" enfatizan la enseñanza de uno o varios repertorios de autocontrol o dominio de ciertas destrezas para capacitar al individuo a cambiarse a sí mismo y a su entorno. Utilizan procedimientos respondientes y operantes (sobre todo estos últimos) combinados para llegar a objetivos complejos.
Las técnicas "racionales" o de "contra-argumentación" utilizan como instrumento central el lenguaje y como método principal la discusión y la información, reestructurando la forma como percibe el mundo el individuo. Incorporan, sin embargo, muchos de los procedimientos de los otros grupos de técnicas.
Las terapias "globales" se conforman según su interés por grandes campos de interpretación de los fenómenos, y la acción sobre ellos gracias a la asunción ecléctica de cualquier procedimiento conductual (y a veces no conductual). La terapia paradigmática, el análisis contingencial, la terapia multimodal, la terapia dialéctica, la de aceptación y compromiso, etc.; se enmarcan en este rubro.